# Zenatha Coleman
Zenatha Goeieman Coleman (* 25. September 1993 in Keetmanshoop) ist eine namibische Fußballspielerin und Nationalspielerin. Sie spielt auf den Positionen Sturm und Mittelfeld.
Coleman gilt als eine der erfolgreichsten Spielerinnen ihres Landes und Afrikas. Ihr größter Erfolg war das Erreichen des Achtelfinals der UEFA Women’s Champions League 2017/18 mit ihrem litauischen Verein Gintra Universitetas. Zudem gewann sie mit Gintra die litauische Meisterschaft in der A Lyga in den Saisons 2016 und 2017 und wurde jeweils Torschützenkönigin. Seit 2018 spielte sie für den spanischen Erstligisten Zaragoza CFF. Zur Saison 2018/19 unterschrieb sie einen Zweijahresvertrag bei Valencia CF Femenino.
Im August 2020 gab sie ihren Wechsel zum FC Sevilla bekannt, für den sie knappe 18 Monate im Einsatz war. Im Februar 2022 unterschrieb sie bei Fenerbahçe Istanbul.
2014 nahm sie an der Fußball-Afrikameisterschaft der Frauen im eigenen Land teil. Sie war zudem 2014, 2022 und 2023 als Afrikas Fußballerin des Jahres nominiert.